# 유지은 (아나운서)
유지은(柳智恩, 1986년 9월 24일 ~ )은 대한민국의 아나운서이다.

## 경력
- TBS교통방송 교통캐스터/기상캐스터
- CJ헬로비전 아나운서
- C&M 경기케이블TV 아나운서
- 2012년 4월 23일 ~ 2014년 5월 9일 : ubc울산방송 아나운서
- 2014년 5월 12일 ~ 현재 : 대전MBC 아나운서

## 현재 진행 프로그램

### 라디오
- 대전MBC 표준FM : 《건강한 아침 유지은입니다》, 《알토란 생활법률》 PD, 《MBC 정오종합뉴스》 진행
- 대전MBC TV : 《오늘 M》

## 과거 진행 프로그램

### TV
- ubc : 《ubc 프라임뉴스》
- SBS TV : 《SBS 뉴스퍼레이드》 울산
- ubc : 《ubc 뉴스라인》
- ubc : 《ubc 굿모닝 울산》
- ubc : 《건강의 법칙》
- 대전MBC TV : 《건강플러스》
- 대전MBC TV : 《허참의 토크&조이》
- 대전MBC TV : 《오늘 M》
- 대전MBC TV : 《MBC 뉴스데스크 대전·세종·충남》
- 대전MBC TV :《MBC 뉴스투데이 대전 세종 충남》

### 라디오
- ubc Green FM : 《ubc 오전 9시 뉴스》
- ubc Green FM : 《언제나 영화처럼》 라디오 DJ
- 대전MBC 표준FM : 《음악이 있는 밤 유지은입니다》 DJ, 《3830상담실》 진행, 《MBC 오후 3시 뉴스》
- 대전MBC FM4U : 《정오의 희망곡 유지은입니다》 DJ

## 같이 보기
- 대전문화방송
- 대전MBC 정오의 희망곡